# زینشپلت
زینشپلت (به آلمانی: Sinspelt) یک شهر در آلمان است که در بیتبورگ-پروم واقع شده‌است.